# Rahon (Doubs)
Rahon település Franciaországban, Doubs megyében. Lakosainak száma 136 fő (2022. január 1.). Rahon Vellerot-lès-Belvoir, Belvoir, Orve és Sancey községekkel határos.

## Népesség
A település népességének változása:
| Lakosok száma | 98   | 115  | 112  | 106  | 127  | 128  | 126  | 125  | 128  | 136  |
|               | 1968 | 1982 | 1990 | 2006 | 2013 | 2015 | 2017 | 2019 | 2020 | 2022 |